# Suphawit Chusaksakulwiboon
Suphawit Chusaksakulwiboon (thailändisch ศุภวิชญ์ ชูศักดิ์สกุลวิบูล, * 19. Mai 1994) ist ein thailändischer Fußballspieler.

## Karriere
Suphawit Chusaksakulwiboon spielte bis Ende 2017 bei Air Force Central. Wo er vorher gespielt hat, ist unbekannt. Der Verein aus der thailändischen Hauptstadt Bangkok spielte in der zweithöchsten Liga des Landes, der Thai League 2. Ende 2017 wurde er mit dem Klub Vizemeister und stieg in die erste Liga auf. Nach dem Aufstieg verließ er die Air Force. Von Januar 2018 bis Juni 2018 war er vertrags- und vereinslos. Ende Juni 2018 nahm ihn der Zweitligist Thai Honda FC unter Vertrag. Hier spielte er bis Mitte 2019. Die Rückserie 2019 spielte er bei seinem ehemaligen Verein Air Force Central. Nachdem der Verein Ende 2019 seinen Rückzug aus dem Ligabetrieb bekanntgab, wechselte er zum Uthai Thani FC. Der Verein aus Uthai Thani spielte in der zweiten Liga. Am Ende der Saison 2020/21 stieg er mit dem Verein in die dritte Liga ab. Hier trat er mit Uthai Thani in der Northern Region der Liga an. Am Ende der Saison 2021/22 feierte er mit Uthai Thani die Meisterschaft der Region. In der National Championship, den Aufstiegsspielen zur zweiten Liga, belegte man den ersten Platz und stieg nach einer Saison in der Drittklassigkeit wieder in zweite Liga auf. Am 1. September 2022 ging er in die dritte Liga, wo er sich dem Samut Songkhram FC anschloss. Mit dem Verein aus Samut Songkhram spielte er 22-mal in der Western Region der Liga. Nachdem Samut die Lizenz verweigert wurde, wechselte er im Sommer zu dem ebenfalls in der Western Region spielenden Angthong FC.

## Erfolge
Air Force Central
- Thai League 2: 2017 (Vizemeister)  ▲

Uthai Thani FC
- Thai League 3 – North: 2021/22
- Thai League 3 – National Championship: 2021/22  ▲